# Легенда о Зорро
Легенда о Зорро (яп. 快傑ゾロ Кайкэцу Дзоро, «Необыкновенный Зорро») — аниме-сериал совместного японо-итальянского производства, созданный по мотивам романов Джонстона Маккалли, «литературного отца» Зорро. Первоначально сериал транслировался в Италии в 1994 году, а через два года был показан в Японии, хотя и с пропуском некоторых эпизодов (в Японии было показано только 46 из первоначальных 52 эпизодов).

## Сюжет
Действие происходит на заре XVIII века, в юго-западной части Америки, некогда контролируемой испанцами. Главный герой, по имени Дон Диего де ла Вега, восемнадцатилетний отпрыск местного землевладельца, прибывает после учёбы из Испании и обнаруживает, что его родина попала под диктатуру командующего Рэймонда и лейтенанта Габриэля. Оскорблённый угнетением, Диего решает бороться с тиранами. Он надевает на себя маску и под новым именем Зорро, верхом на своём верном скакуне Вьенто, начинает помогать слабым и угнетённым. Параллельно у главного героя появляется возлюбленная голубых кровей — Лолита. По мере развития сюжета, Зорро становится всё более популярным среди народа и завоёвывает звание народного героя.

## Персонажи

### Главные герои
- Дон Диего де ла Вега (Зорро) — главный герой истории. Сын богатого плантатора из Южной Калифорнии. Его мать давно умерла. После нескольких лет путешествия по Испании, Диего получает письмо от отца и решает вернуться на родину и обнаруживает, что страна погрузилась в пучину хаоса: испанские войска перестали следовать законодательству и начали терроризировать местное население (как и указал в письме отец Диего). Уровень жизни простых людей стал ухудшаться. Будучи одним из лучших фехтовальщиков, Диего, не смирившись с этим, надевает на себя костюм и маску и, скрывая свою личность под новым именем Зорро, начинает бороться против несправедливости, защищая несчастных граждан. Как и отец, Диего спокоен и рассудителен, в отличие от своих упрямых и вспыльчивых друзей. Будучи аристократом, Диего не только обеспечен, но и прекрасно образован. Скрывает лучшие в себе качества для того, чтобы сохранить свой секрет: в основном ведёт себя глупо и неловко, притворяясь ленивым трусом. В борьбе ему помогает мальчик по имени Бернард, надевающий такой же костюм, как и у Зорро. Сам Диего влюблён в свою подругу детства Лолиту. Из способностей Зорро можно выделить, что он обладает высокими атлетическими и акробатическими навыками, он искусный фехтовальщик, меткий стрелок и умелый наездник, мастер уловок. Также Диего хороший тактик, его глубокие научные познания часто помогают ему разоблачать любых злоумышленников и доказывать невиновность подставленных граждан. Любимое оружие Зорро — рапира, которую он часто использует, чтобы оставить его отличительный знак — букву Z, которую он наносит тремя быстрыми движениями. Он также использует кнут.

Сэйю: Тосихико Сэки
- Лолита Придо — очаровательная дочь богатого помещика Дона Карлоса. Храбра, энергична и прелестна. Может показаться даже ревнивой. Не боится произносить свои мысли вслух. Дружит с Диего с самого детства, однако её родители хотят, чтобы она вышла замуж за него по договорённости. Сама девушка выступает категорически против этого. Испытывает к Диего чувства, но считает его трусом, отчего неустанно насмехается над ним. Долгое время не могла понять, почему он сильно изменился после поездки в Европу. Влюблена в Зорро. Как и большинство положительных героинь, может сразиться, постоять за себя. Отлично разбирается в медицине.

Сэйю: Мария Кавамура
- Бернард («Маленький Зорро») — мальчик-сирота, найденный у дома де ла Вега и принятый в семью Доном Алехандро. С ранних лет Диего заботится о нём как о младшем брате. Ему 9 лет. Живой, находчивый и весёлый. Первым узнаёт о том, что Диего является Зорро и, облачившись в такой же чёрный костюм, решает стать его напарником. Помогает семье де ла Вега на ферме, собирает информацию, подслушивая чужие разговоры, и играет роль своеобразного «Купидона» в отношениях Диего и Лолиты.

Сэйю: Рика Мацумото

### Второстепенные персонажи
- Дон Алехандро де ла Вега — отец Диего, богатый плантатор и землевладелец. Ему 48 лет. Широко почитаем и уважаем среди местных жителей. Трудится на ферме не покладая рук, чтобы обеспечить семье стабильный доход. Несмотря на своё положение, не в состоянии повлиять на испанских солдат, которые не скрывают своего к нему отвращения. Твёрдый по характеру, предстаёт чутким человеком и любящим отцом. Всегда помогает бедным униженным жителям. К примеру, когда в городе был сожжен хлеб, а Ост-Индская компания повысила цены из за пожаров которые сама же и устроила, он стал кормить голодных детей по просьбе Диего. Практически с самого начала подозревал, что его сын является Зорро, несмотря на то, что последний прикидывался «ленивым, неуклюжим и трусливым», чтобы не подвергать его опасности.

Сэйю: Икуя Саваки
- Мария — домохозяйка в доме де ла Вега и фактически вторая мать для Диего и Бернарда. Полная женщина средних лет с весёлым и добрым нравом. Остра на язык и честна в своих убеждениях. Краеугольный камень на ферме. Занимается хозяйством по дому с неизменным энтузиазмом. Диего и Бернард часто получают от Марии нагоняй за то, что увиливают от возложенных на них обязанностей.

Сэйю: Ацуко Минэ
- Дон Карлос Придо — отец Лолиты. Ему 50 лет. Небогатый помещик. Амбициозный, но не высокомерный. Не являясь плохим человеком или преступником, в некоторых случаях ведёт себя как таковой. Может не отказаться от дешёвых тайных сделок с губернатором, чтобы поддерживать свои книги в хорошем состоянии. Знает, что иногда его действия открыто противозаконны. Стремится лёгким путём обеспечить семье комфортную и достойную жизнь. Любит своих жену и дочь.

Сэйю:
- Катарина Придо — жена Дона Карлоса и мать Лолиты. Ей 38 лет. Преданна своему мужу и прекрасно осведомлена о его делах. Когда Дон Карлос испытывает сомнения по поводу правомерности своих поступков, Катарина убеждает его в их необходимости. Довольно эмоциональна, отчего часто впадает в слезливые истерики (к счастью, эту черту её характера Лолита не унаследовала). Нежно любит свою дочь, но воспитывает её, руководствуясь собственными принципами, которые зачастую не являются правильными. Ради обеспечения благосостояния Лолиты намеревается выдать её замуж по договорённости.

Сэйю:
- Вьенто — постоянный спутник Зорро, при этом Диего никогда не ездит на нем прилюдно без маски и чёрного костюма. Белый жеребец со светло-коричневой гривой. Быстроногий и исключительно смелый скакун, Вьенто всегда помогает своему хозяину во всех его опасных приключениях, оставаясь с Диего до последнего и понимая его с полужеста.

Сэйю:
- Пёс Текл — верный датский дог Диего. Предпочитает помогать Зорро, находясь в тени, однако, когда дело касается безопасности хозяина, готов свирепо встать на его защиту. Настолько хорошо понимает Диего, что не требуется взгляда для того, чтобы заставить пса действовать. Любит греться под южным калифорнийским солнцем.

Сэйю:
- Пёс Фигаро — маленький милый бульдог, работающий на Бернарда. Верный ему союзник. Повсюду следует за мальчиком, всегда готовый прийти ему на помощь. Очень умён. Целыми днями бродит по ферме, любит много спать и бездельничать, но в нужных ситуациях появляется в мгновение ока. На дух не переносит эгоистичных членов испанской армии, яростно нападая на них исподтишка.

Сэйю:
- Орро — друг детства Зорро. Сначала хотел стать военным офицером, как Габриэль, но после решил помогать Зорро бороться с несправедливостью. (Появляется только раз в 4 серии)

Сэйю:
- Хана - молодая девушка, приехавшая, чтобы забрать себе наследство своего покойного отца для содержания детского дома.(Появляется только раз в 7 серии)

Сэйю:
- Макрей (Макрель) — друг Диего, приехавший из Испании, для того, чтобы поймать и разоблачить Зорро. Хочет стать знаменитым писателем. Любит писать и рассказывать детям свои сказки. Появляется всего один раз в серии 36.(Без маски).

Сэйю:
- Лосал — подруга Лолиты, приехавшая к ней для утешения. Так как у неё недавно умер муж. После подстроенного Габриэлем спектакля, влюбляется в него, но Диего и Лолита считают, что лейтенанту нужно только её кольцо с редким драгоценным камнем(сапфиром), которого называют так же «Синий глаз.» Встречается только раз в 11 серии. (Лживые чувства)
- Арлес — подруга Лолиты, из-за которой последней пришлось участвовать в танцевальном конкурсе. (15 серия. Поцелуй Лолиты)

Сэйю:

### Антагонисты
- Майор (командир) Рэймонд — главный антагонист сериала, верховный командир флота испанской армии Калифорнии. Коррумпированный, жестокий, умный, коварный и непредсказуемый человек с душой самого Дьявола. За счёт других людей, которых в основном нагло грабит, и своих полномочий чувствует себя абсолютно безнаказанным. Готов на всё, чтобы приумножить свою власть. Думает лишь о собственной выгоде. Был смертельно ранен Зорро в финальном поединке в руинах дворца генерал-губернатора.

Сэйю: Дзюрота Косуги
- Лейтенант Габриэль — главный помощник Рэймонда, молодой офицер испанской армии, тоже антагонист мультсериала. Он также влюблён в Лолиту. Злой, жестокий и высокомерный негодяй, часто он характерно ведёт себя гораздо хуже, чем Рэймонд. Считается лучшим фехтовальщиком среди солдат, искренне верит в то, что заслуживает звание выше обычного лейтенанта. Также абсолютно уверенный враг, кто считает, что Диего не может быть Зорро. Впрочем, как и его начальник, думает только об интересах Рэймонда и своих собственных. Освобождает бандитов и сотрудничает с ними (в том числе и с наемными убийцами) в обмен на взятки, ради своих планов устранить Зорро, несмотря на то, что они неизменно проваливаются. Окончательно был побеждён и арестован сержантом Гонсалесом и капитаном Джекиллом.

Сэйю: Кэнъю Хориути
- Пан Браун — близкий друг капитана Рэймонда, вор и контрабандист. Стремится установить монополию на торговлю товарами в форте. Вместе с солдатами устраивает разного рода интриги ради достижения своих подлых планов.

Сэйю:
Лейтенант Буканело — сообщник пана Брауна который вел расследование по розыску фальшивомонетчиков (изготовление которых происходило в горе бывшей шахте по добыче железной руды которая время от времени стонала ночью из за изготовления фальшивых монет). Мастерски владеет бумерангом. Погибает в шахте во время её полного разрушения которое устроил Бернард со своими друзьми обрушив гигантский чан с расплавленной рудой. (8 серия Таинственная гора)
Капитал — контрабандист, деловой партнёр Рэймонда.

### Дейтерагонисты
- Генерал-губернатор Калифорнии — самый главный офицер. Суровый и строгий человек, однако его место хочет занять Рэймонд, для чего они с лейтенантом Габриэлем неоднократно пытались устранить того. Хотя формально генерал не является отрицательным персонажем, всё же он представляет опасность для граждан, так как он не знает о коварных планах Рэймонда, так как тот далеко не слишком предан ему. Однако узнав о тёмных делах Рэймонда и Габриэля, тут же встал на сторону Зорро.
- Лейтенант Класидо — офицер армии (в детстве его из колодца вытащил солдат и именно поэтому Класидо решил пойти по ступам военного) который считает что армия должна помогать и защищать людей. Очень умело обращается с арбалетом и является вторым офицером в звании лейтенанта после лейтенанта Буканело по владению особым оружием. Во время вопроса спасения шахтеров из заваленного входа шахты во время оползня соглашается помочь Зорро освободить из ловушки с помощью пороха, который гражданским было категорически строго запрещено выдавать, так как его стремились заполучить мятежники. Во время испытаний большой пушки на ферме, он забирает орудие (незаконно привезенное на корабле Ост-Индской торговой компании) и попадает за это предательство за решетку, но благодаря капитану Джекиллу, который дает ему письмо, он был направлен к генерал-губернатору, чтобы он показал как армия должна относиться к людям. (48 серия Честный офицер и 49 серия Прощая армия).

- Капитан Джекилл — офицер испанской армии. Ему 40 лет. Хороший человек, убеждённый, что Испания имеет право управлять своими подданными в далекой Америке и всесторонне поддерживать их. Не согласен с жёсткой военной диктатурой Рэймонда. В финале узнаёт, какие ужасы вытворяли военные, так как нашел договор Рэймонда с Капиталом о совместном сотрудничестве, где были все доказательства преступлений. Серьёзно относится к своей работе, наказывая преступников и помогая попавшим в беду горожанам. Считает Зорро бандитом, но несмотря на это, изредка встаёт на его сторону, также как и он. Его недолюбливает лейтенант.

Сэйю: Сигэо Сасаока
- Сержант Педро Гонсалес — сержант армии, выступающий в качестве никудышного злодея. Ему 40 лет. Человек плотного телосложения. Гонсалес больше всего в жизни любит вкусную еду и хорошее вино, поэтому его легко подкупить, чем нередко пользуется Диего. Находится под командованием своего основного «босса» лейтенанта Габриэля и чаще всего неправильно расценивает его распоряжения. Не задает лишних вопросов по поводу их исполнения, однако не понимает, почему Зорро, который «тоже сражается с тиранией и беспределом», является их противником. По наивной глупости обсуждает с Диего военные приказы и их истинное назначение. Несмотря на то, что Зорро формально является его врагом, Педро восхищается им и его желанием принести справедливость. Очень влюбчив.

Сэйю: Кодзо Сиоя

## Медиа

### Аниме
В Италии сериал вышел в эфир в 1994 году, всего выпущены 52 серии аниме. В Японии транслировался по телеканалу NHK с 5 апреля 1996 года по 28 марта 1997 года, в эфир вышло 46 серий, из оставшихся серии был снят фильм, доступный на VHS и DVD и транслировавшийся по каналам Cartoon Network и Boing с первоначальным рассказчиком Марио Скарабелли. Сериал получил широкую популярность на территории Европы. В Германии сериал начал транслироваться 6 марта по 16 мая 1995 года по телеканалу RTL II В этом же году первые серии стали доступны для покупки на VHS-кассетах. В 2008 году немецкая компания NEW KSM приобрела права на лицензию сериала и выпустила его на DVD-изданиях. Сериал состоит из 52 серий. Все они получили хорошую многоголосую озвучку.
Открывающая тема:
«„ZORRO“» — исполняет Эндо Масааки
Закрывающая тема:
«„Chikai/Oath“» — исполняет Эндо Масааки

#### Список серий
| 1 | Возвращение героя             | 5 апреля 1996 года    |
| Диего де ла Вега возвращается обратно в Сан-таско (Штат Калифорния) по просьбе отца, который написал в письме об ужасе, который вытворяют солдаты. Он становится невольным свидетелем одного из таких преступлений. Тогда он и решается облачиться в костюм, надеть маску и стать Зорро. |                               |                       |
| 2 | Бочки с Вином                 | 19 апреля 1996 года   |
| Бернард узнает, что Диего - это Зорро. |                               |                       |
| 3 | Предложение                   | 26 апреля 1996 года   |
| Лейтенант Габриэль делает предложение Лолите. Но после отказа, он решает похитить её. Оставит ли Зорро свою подругу детства в беде? |                               |                       |
| 4 | Проснись, мой друг            | 10 мая 1996 года      |
| Друг детства Зорро Орро, который считает своим идеалом Габриэля и тоже хоже хочет стать военным офицером. Сможет ли Зорро переубедить его? |                               |                       |
| 5 | Кровные узы                   | 17 мая 1996 года      |
| Благородного человека обвиняют в том, что он разлил бочки с ядом в море. Армия хочет арестовать его. Время бежит, успеет ли на этот раз Зорро? Или уже стало совсем поздно? |                               |                       |
| 6 | Таинственный камень           | 24 мая 1996 года      |
| Диего и Бернард хотят объединить свои усилия для борьбы с злодеем Враго и его приспешниками. На этот раз им придется сражаться с могущественными силами магического рубина. |                               |                       |
| 7 | Опасное наследство            | 31 мая 1996 года      |
| Имущество богатого сеньора должно вот-вот перейти к армии. Но тут объявляется наследница, имеющая права на деньги. Командир Раймонд готов на все, чтобы избавиться от нее. Сумеет ли спасти девушку Зорро? |                               |                       |
| 8 | Таинственная гора             | 7 июня 1996 года      |
| Что за звуки исходят по ночам от горы? Неужели это души погибших стонут там?! Бернард и его друзья отправляются туда, но оказываются в опасности. Помочь им может только Зорро! |                               |                       |
| 9 | Гитара убийцы                 | 14 июня 1996 года     |
| Издатель местной газеты убит. Говорят, что перед смертью он слышал звуки гитары. Неужели опасность исходит от подозрительного гитариста в черном? Конечно, ведь он - наёмный убийца. Сумеет ли Зорро избежать смерти? |                               |                       |
| 10 | Сокровище мечты               | 21 июня 1996 года     |
| У старого Педро есть мечта - найти сокровища. Поможет ли Зорро осуществить ее, если армия тоже заинтересована в несметных богатствах? |                               |                       |
| 11 | Лживые чувства                | 28 июня 1996 года     |
| К Лолите приезжает ее кузина. Ее муж недавно умер, но у нее осталось напоминание о нем - дорогое кольцо. Габриэль и многие другие хотят заполучить его. Остановит ли их Зорро? |                               |                       |
| 12 | Лучший друг человека          | 5 июля 1996 года      |
| Мария не хочет пускать в дом пса, которого нашёл Бернард. Но собака оказывается удивительно умной. Она помогает раскрыть заговор. Докажет ли Зорро, кто на самом деле преступник? |                               |                       |
| 13 | Маленький Зорро наносит удар  | 12 июля 1996 года     |
| Бернард хочет доказать, что он уже не ребенок. Поэтому готов в одиночку защитить Лолиту и Никиту (маленькую дочь богатого сеньора) от грабителей. Ситуация выходит из-под контроля, но Зорро уже рядом! |                               |                       |
| 14 | Нападение на дилижанс         | 19 июля 1996 года     |
| На дилижанс, в котором ехали Диего, Лолита и Бернард, напали бандиты - Красные Волки. Они похитили ребенка, чтобы потребовать за него выкуп. Зорро справится с ними, но наживет себе нового врага. |                               |                       |
| 15 | Поцелуй Лолиты                | 26 июля 1996 года     |
| В Сан-Таско праздник, и для развлечения народа все желающие могут поучаствовать в конкурсе танцовщиц или фехтовальщиков. Согласно правилам победитель и победительница должны поцеловаться. Неужели Лолите придется целовать Габриэля? Или же она отдаст свой поцелуй Зорро? |                               |                       |
| 16 | Меч из Японии                 | 2 августа 1996 года   |
| В город приезжает генерал-губернатор, поэтому все войска брошены на его защиту. А соседний городок захвачен бандой Скорпионов. Выстоит ли Зорро против них? |                               |                       |
| 17 | Загнанный в угол              | 9 августа 1996 года   |
| Зорро пытается спасти приговоренных к расстрелу людей, но лейтенант Габриэль спускает на него целую свору ужасных собак. Зорро тяжело ранен. И, кажется, только Лолита может помочь ему... |                               |                       |
| 18 | Подозреваемый                 | 16 августа 1996 года  |
| На дона Хосе совершено покушение. Кто же чуть не убил сеньора? Сержант Гонзалес, сын Хосе или кто-то другой? Зорро найдет виновного! |                               |                       |
| 19 | Дом-западня                   | 23 августа 1996 года  |
| Для поимки Зорро был создан целый дом, наполненный ловушками. Игра идет не на жизнь, а на смерть. Лейтенант Габриэль уверен, что это последнее приключение Зорро... |                               |                       |
| 20 | Месть                         | 30 августа 1996 года  |
| Разве может ребенок ненавидеть Зорро? Оказывается, может, ведь его отца выгнали из армии, когда тот не сумел поймать мятежника. Изменит ли мальчик свое мнение или попытается убить Зорро? |                               |                       |
| 21 | Крылья мечты                  | 6 сентября 1996 года  |
| Летать, как птица. Вот мечта маленького мальчика. И именно его изобретение - огромные крылья - помогут Зорро остановить грабителей. |                               |                       |
| 22 | Гонсалес вор                  | 13 сентября 1996 года |
| Гонсалес просто хотел поймать совершить подвиг, но из-за странного истечения обстоятельств все теперь считают сержанта вором. Зорро поможет вернуть ему честное имя. |                               |                       |
| 23 | Невеста из Испании            | 20 сентября 1996 года |
| Вот это новость! Из Испании к Диего приезжает девушка, на которой он, якобы, обещал жениться. Придется ли Диего сделать ее своей невестой? Как на это отреагирует Лолита? Или все это заговор, и им нужна помощь Зорро? |                               |                       |
| 24 | Враг народа                   | 27 сентября 1996 года |
| Изабель - тайный агент короля Испании, которая должна разоблачить нечестного торговца. Но ситуация выходит из-под контроля. Ей поможет Зорро! |                               |                       |
| 25 | Слезы клоуна                  | 4 октября 1996 года   |
| В цирке кипят нешуточные страсти. Но самое жуткое еще впереди, ведь Лолита стала приманкой для Зорро. Теперь его противник владет магией, и бой обещает быть тяжелым. |                               |                       |
| 26 | Пепита                        | 11 октября 1996 года  |
| Маленькая Пепита все время врет, поэтому никто не верит, когда она говорит правду. Никто, кроме Бернарда. Они вдвоем помогут Зорро раскрыть обман. |                               |                       |
| 27 | Сеньора Барбара               | 18 октября 1996 года  |
| Зорро серьезно ранен, но все равно пытается помешать жене генерал-губернатора уехать из города, ведь у нее в руках шкатулка с нечестно добытыми драгоценностями. Дело становится еще опаснее, когда вмешиваются грабители, а рана начинает вскрываться... |                               |                       |
| 28 | Приведение в развалинах       | 25 октября 1996 года  |
| 29 | Обман в картинной галерее     | 15 ноября 1996 года   |
| 30 | Влюбленный Гонзалес           | 22 ноября 1996 года   |
| 31 | Огонь до небес                | 5 декабря 1996 года   |
| 32 | Врачебная тайна               | 13 декабря 1996 года  |
| 33 | Избранник Лолиты              | 20 декабря 1996 года  |
| 34 | Заказ на убийство Зорро       | 27 декабря 1996 года  |
| 35 | Гонсалес снова влюблен        | 10 января 1997 года   |
| 36 | Без маски                     | 17 января 1997 года   |
| 37 | Под прикрытием                | 24 января 1997 года   |
| 38 | Приключение под водой         | 31 января 1997 года   |
| 39 | Сражение в бурю               | 7 февраля 1997 года   |
| 40 | Зорро в женском платье        | 14 февраля 1997 года  |
| 41 | Лолита обнажает оружие        | 21 февраля 1997 года  |
| 42 | В заложниках магии ниндзя     | 28 февраля 1997 года  |
| 43 | Красавица и чудовище          | 7 февраля 1997 года   |
| 44 | Габриэль бунтует              | N/A                   |
| 45 | Легенда о священном лесе      | N/A                   |
| 46 | Мастер гипноза                | N/A                   |
| 47 | Похищение генерал-губернатора | 7 марта 1997 года     |
| 48 | Честный офицер                | N/A                   |
| 49 | Прощай армия                  | N/A                   |
| 50 | Залп дьявольской пушки        | 14 марта 1997 года    |
| 51 | Перед крушением               | 21 марта 1997 года    |
| 52 | Меч правосудия навеки         | 28 марта 1997 года    |
| Лишившись Капитала, командир Рэймонд решает, что пора избавиться от генерал-губернатора и заняв его место, поднять восстание против правительства Испании. Диего, Бернард и Лолита решают остановить его. В то же время капитан Джекилл и сержант Гонсалес узнают о тёмных делах Рэймонда и лейтенанта Габриэля, и решают наказать их. Спасут ли Диего, Бернард и Лолита генерал-губернатора, смогут ли Джекилл и Гонсалес одолеть продажного лейтенанта Габриэля, и сумеет ли Зорро победить Рэймонда раз и навсегда? Это финальное сражение между Добром и Злом, и каждый должен сыграть в нём свою роль! Всё или ничего! Победа или поражение! Жизнь или смерть! |                               |                       |